# Magomadas
Magomadas – miejscowość i gmina we Włoszech, w regionie Sardynia, w prowincji Oristano. Graniczy z Bosa, Flussio, Modolo i Tresnuraghes.
Według danych na rok 2004 gminę zamieszkiwało 596 osób, 74,5 os./km².